# Peter Roslund
Stig Peter Roslund, född 16 mars 1953, är en svensk socialdemokratisk politiker. Han var kommunstyrelsens ordförande i Piteå kommun och ledamot i Sveriges Kommuner och Landstings styrelse.